# كارل توكو إكامبي
كارل توكو إكامبي (بالفرنسية: Karl Toko Ekambi؛ مواليد 14 سبتمبر 1992) لاعب كرة قدم كاميروني يلعب مهاجمًا في الدوري السعودي للمحترفين نادي أبهاالسعودي والمنتخب الكاميروني.

## المسيرة الدولية

### الأهداف الدولية
أهداف ونتائج الكاميرون تظهر على اليمين.
| #  | التاريخ        | المكان                                       | الخصم      | الهدف | النتيجة | المسابقة                         |
| -- | -------------- | -------------------------------------------- | ---------- | ----- | ------- | -------------------------------- |
| 1  | 3 سبتمبر 2016  | ملعب ليمبي، ليمبي، الكاميرون                 | غامبيا     | 2–0   | 2–0     | تصفيات كأس الأمم الإفريقية 2017  |
| 2  | 28 مارس 2017   | ملعب ادمون ماشتن، بروكسل، بلجيكا             | غينيا      | 1–1   | 1–2     | ودية                             |
| 3  | 14 يونيو 2019  | ملعب سعود بن عبدالرحمان، الوكرة، قطر         | مالي       | 1–1   | 1–1     | ودية                             |
| 4  | 8 أوكتوبر 2021 | ملعب جابوما، دوالا، الكاميرون                | موزمبيق    | 3–0   | 3–1     | تصفيات كأس العالم 2022 (إفريقيا) |
| 5  | 16 نوفمبر 2021 | ملعب جابوما، دوالا، الكاميرون                | ساحل العاج | 1–0   | 1–0     | تصفيات كأس العالم 2022 (إفريقيا) |
| 6  | 13 يناير 2022  | ملعب أوليمبي، ياوندي، الكاميرون              | إثيوبيا    | 1–1   | 4–1     | كأس الأمم الأفريقية 2021         |
| 7  | 13 يناير 2022  | ملعب أوليمبي، ياوندي، الكاميرون              | إثيوبيا    | 4–1   | 4–1     | كأس الأمم الأفريقية 2021         |
| 8  | 24 يناير 2022  | ملعب أوليمبي، ياوندي، الكاميرون              | جزر القمر  | 1–0   | 2–1     | كأس الأمم الأفريقية 2021         |
| 9  | 29 يناير 2022  | ملعب جابوما، دوالا، الكاميرون                | غامبيا     | 1–0   | 2–0     | كأس الأمم الأفريقية 2021         |
| 10 | 29 يناير 2022  | ملعب جابوما، دوالا، الكاميرون                | غامبيا     | 2–0   | 2–0     | كأس الأمم الأفريقية 2021         |
| 11 | 29 مارس 2022   | ملعب مصطفى تشاكر، البليدة، الجزائر           | الجزائر    | 2–1   | 2–1     | تصفيات كأس العالم                |
| 12 | 9 يونيو 2022   | الملعب الوطني، دار السلام، تنزانيا           | بوروندي    | 1–0   | 1–0     | تصفيات كأس الأمم الأفريقية 2023  |
| 13 | 12 يونيو 2023  | ملعب سنابدراغون، سان دييغو، الولايات المتحدة | المكسيك    | 2–1   | 2–2     | ودية                             |

## الإنجازات
الكاميرون
- كأس الأمم الأفريقية: 2017، المركز الثالث: 2021[5]

## روابط خارجية
- كارل توكو إيكامبي على موقع الاتحاد الدولي (مؤرشف)  (الإنجليزية)
- كارل توكو إيكامبي على موقع الاتحاد الأوربي (الإنجليزية)
- كارل توكو إيكامبي على موقع إي إس بي إن إف سي (الإنجليزية)
- كارل توكو إيكامبي على موقع قاعدة بيانات كرة القدم.إي يو (الإنجليزية)
- كارل توكو إيكامبي على موقع ليكيب (الفرنسية)
- كارل توكو إيكامبي على موقع ناشيونال فوتبول تيمز (الإنجليزية)
- كارل توكو إيكامبي على موقع Soccerbase.com (لاعب) (الإنجليزية)
- كارل توكو إيكامبي على موقع Soccerway.com (الإنجليزية)
- كارل توكو إيكامبي على موقع عالم كرة القدم.نت (الإنجليزية)
- كارل توكو إيكامبي على موقع AS.com (الإسبانية)